# 贡德尔斯海姆 (巴伐利亚州)
贡德尔斯海姆（德語：Gundelsheim，發音：[ˈɡʊndl̩sˌhaɪm] ⓘ）是德国巴伐利亚州上弗兰肯行政区班贝格县的市镇，面积3.77平方千米，2023年12月31日人口为3,670人。